# Geophis nigrocinctus
Geophis nigrocinctus är en ormart som beskrevs av Duellman 1959. Geophis nigrocinctus ingår i släktet Geophis och familjen snokar. Inga underarter finns listade i Catalogue of Life.
Denna orm förekommer med två mindre populationer i östra Mexiko. Den första i delstaten Michoacan och den andra i delstaten Jalisco. Arten lever i bergstrakter mellan 1900 och 2100 meter över havet. Habitatet utgörs av molnskogar och av andra fuktiga skogar med ekar och tallar. Individerna gräver i lövskiktet och i det översta jordlagret. Honor lägger ägg.
För beståndet är inga hot kända. Populationens storlek är okänd. IUCN kategoriserar arten globalt som otillräckligt studerad.